# Leave Out All the Rest
«Leave Out All the Rest» –en español: «Deja todo lo demás»– es el quinto sencillo y tercera canción de Minutes to Midnight, álbum de la banda de rock alternativo Linkin Park

## Historia de la canción
De acuerdo al folleto, la canción se iba a llamar "Fear" o "When My Time Comes". Mientras escribían, la banda pasó por más de treinta variaciones de letras antes de completar la versión álbum. La canción comienza con una introducción de piano eléctrico, seguido por el verso. La canción es una especie de confesión (posiblemente a un amigo o ser querido) y un intento de arrepentimiento de algo. Las letras hablan de alguien que ha hecho algunas decisiones erróneas en el pasado y teme ser condenado. También menciona las diferencias entre dos personas que no importa. La principal persona quiere ser recordado como una buena persona en la memoria de otras personas cuando muera o cuando escoja un camino distinto. 
La canción combina varios sintetizadores y muestras brutas de guitarras y batería y una poderosa voz. Se trata de un pop rock más influenciado en una balada que conserva varios elementos de Linkin Park de trabajos anteriores (teniendo ciertas similitudes con canciones como "Easier To Run", "Breaking The Habit y "Pushing Me Away").
Pertenece a la BSO de la película Sunshine y Crepúsculo.

## Video musical
En una entrevista con MTV, Mike Shinoda ha dicho que el video, dirigido por el dj de la banda, Joe Hahn, se llevaría a cabo en un escenario influenciado en la ciencia ficción futurista, y representaría a la vida cotidiana de los miembros de la banda como si vivieran en el espacio ultraterrestre. La banda vive en una nave, hábitat artificial que viaja a través de la galaxia. El video se basa en el concepto de la película británica Sunshine, estrenada el 2007.
El 30 de mayo de 2008 en MySpace, Linkin Park publicó una declaración en su widget diciendo que el estreno del vídeo será el 2 de junio de 2008. El video se presentó como "¡fuera de este mundo!". Este video se filtró antes de la fecha del lanzamiento oficial, también el 30 de mayo. 
El video es uno de los favoritos de los aficionados, durante varios cuestionarios en muchos un sitios fan de Linkin Park.

## Lista de canciones

### CD 1
1. "Leave Out All the Rest" (Versión sencillo) - 3:19
2. "In Pieces" (En vivo desde Washington 19/08/07) - 3:47

### Descarga digital/CD 2
1. "Leave Out All the Rest" (Versión sencillo) - 3:19
2. "In Pieces" (En vivo desde Washington 19/08/07) - 3:47
3. "Leave Out All the Rest" (En vivo desde Detroit 22/08/07) - 3:26

### Japón sencillo
1. "Leave Out All the Rest" - 3:19
2. "Leave Out All the Rest" (En vivo desde Milton Keynes 29/06/08)
3. "Leave Out All the Rest" (Mike Shinoda Remix) - 3:46
4. "Leave Out All the Rest" (Video) - 3:25
5. "Leave Out All the Rest" (Video en vivo desde Milton Keynes 29/06/08) - 3:27

## Posicionamiento
| Listas (2007)                           | Posición máxima |
| --------------------------------------- | --------------- |
| Billboard Pop 100                       | 98              |
| Listas (2008)                           | Posición máxima |
| Australia ARIA Singles Chart            | 24              |
| Finlandia Singles Chart                 | 19              |
| Nueva Zelanda RIANZ Singles Chart       | 38              |
| Polonia National Top 50                 | 38              |
| Portugal Singles Chart                  | 33              |
| UK Singles Chart                        | 90              |
| EU Billboard Hot Modern Rock Tracks     | 11              |
| EU Billboard Hot Mainstream Rock Tracks | 33              |
| EU Billboard Hot 100                    | 94              |

## Músicos
- Chester Bennington: voz
- Rob Bourdon: batería, coros
- Brad Delson: guitarra líder, coros
- Joe Hahn: disk jockey, sampling, coros
- Mike Shinoda: sintetizador, piano, guitarra ritmica, coros
- Dave Farrell: bajo, coros

- Datos: Q19984